# كلانسي نيومان
كلانسي نيومان (بالإنجليزية: Clancy Newman)‏ هو ملحن أمريكي، ولد في 1977.

## روابط خارجية
- كلانسي نيومان على موقع أول ميوزيك (الإنجليزية)